# Dolina w długich cieniach
Dolina w długich cieniach – album polskiej grupy muzycznej Stare Dobre Małżeństwo wydany w 1995 roku.
Teksty wszystkich utworów są autorstwa Edwarda Stachury, muzykę napisał Krzysztof Myszkowski. Nagrania zarejestrowane zostały w studiu Polskiego Radia w Olsztynie. Album wydany został przez Dalmafon oraz Kompanię Muzyczną Pomaton. Ukazał się na kasecie magnetofonowej (POM 099) oraz 13 lutego 1995 na płycie CD digipack (DAL CD 07).
Nagrania uzyskały status złotej płyty.

## Muzycy
- Stefan Błaszczyński – flet, instrumenty perkusyjne, chórki
- Wojciech Czemplik – skrzypce, chórki
- Krzysztof Myszkowski – śpiew, gitara, harmonijka ustna, chórki
- Roman Ziobro – gitara basowa, fortepian, chórki
- Ryszard Żarowski – gitary, chórki

## Lista utworów
| #   | Tytuł                        | Czas |
| --- | ---------------------------- | ---- |
| 1.  | Dolina w długich cieniach    | 3:59 |
| 2.  | Tango triste                 | 2:38 |
| 3.  | Zobaczysz                    | 3:51 |
| 4.  | Ratuj, słoneczko             | 3:46 |
| 5.  | Jesień                       | 2:22 |
| 6.  | Czas płynie i zabija rany    | 5:37 |
| 7.  | Biała Lokomotywa             | 2:48 |
| 8.  | Idź dalej                    | 2:31 |
| 9.  | Piosenka nad piosenkami      | 1:49 |
| 10. | Tak                          | 3:18 |
| 11. | Piosenka dla zapowietrzonego | 1:50 |
| 12. | Za dalą dal                  | 3:05 |
| 13. | Dookoła mgła                 | 2:47 |
| 14. | Nie rozdziobią nas kruki     | 3:13 |

Na załączonej do kasety poligrafii nie ma podziału utworów na poszczególne strony kasety. 

## informacje uzupełniające
- Produkcja – Stare Dobre Małżeństwo
- Realizacja nagrań – Ryszard Szmit
- Projekt okładki – Krzysztof Koszewski FP Studio
- Akwarele – Elżbieta Drewiczewska
- Zdjęcia – Jakub Pajewski